# Karl der Kühne

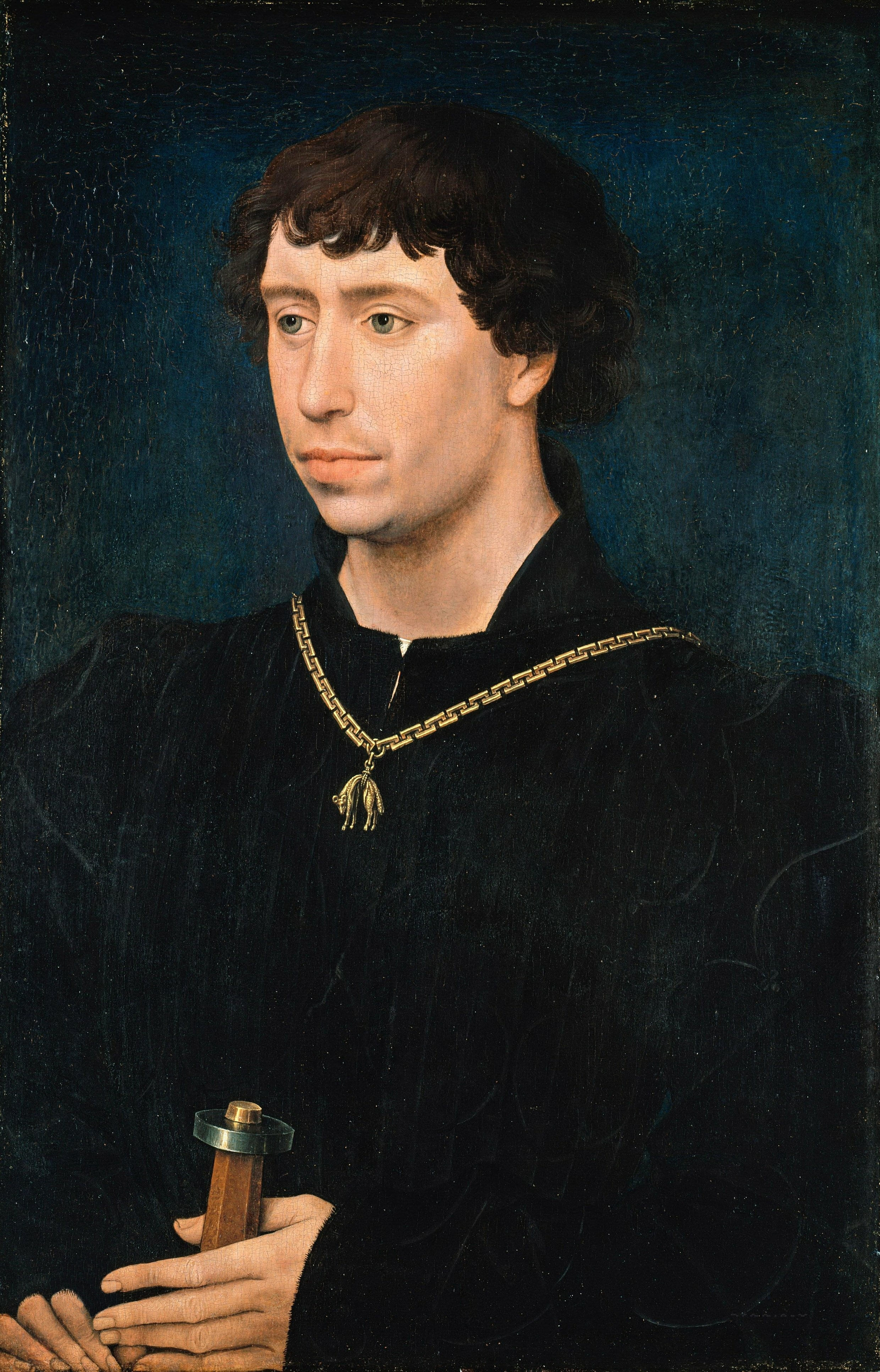
Karl der Kühne mit Orden vom Goldenen Vlies (Gemälde von Rogier van der Weyden, ca. 1460, heute Gemäldegalerie Berlin)

Wappen Karls des Kühnen

Karl I. der Kühne – französisch Charles Ier le Téméraire oder le Hardi, niederländisch Karel de Stoute, englisch Charles the Bold – (* 10. November 1433 im Herzogspalast, Dijon; † 5. Januar 1477 bei Nancy) war ein Angehöriger der Dynastie Valois-Burgund, einer Seitenlinie des französischen Königshauses Valois. Seine Eltern waren Philipp III. der Gute und Isabella von Portugal. Karl der Kühne war vom 15. Juni 1467 bis zum 5. Januar 1477 Herzog von Burgund sowie der Burgundischen Niederlande.
In der Beurteilung der Nachwelt wurde Karl der Kühne oft als der letzte Repräsentant des feudalen Geistes angesehen. Er besaß große Fähigkeiten, eine strenge Moral, war überaus kultiviert und beherrschte mehrere Sprachen. Karl ist, wie der Historiker Christoph Driessen schreibt, „das Paradebeispiel eines Herrschers, der sich binnen kürzester Zeit durch übersteigerten Ehrgeiz um ein großes Reich und noch dazu um Kopf und Kragen bringt“.

## Leben

### Jugend und Weg zur Macht

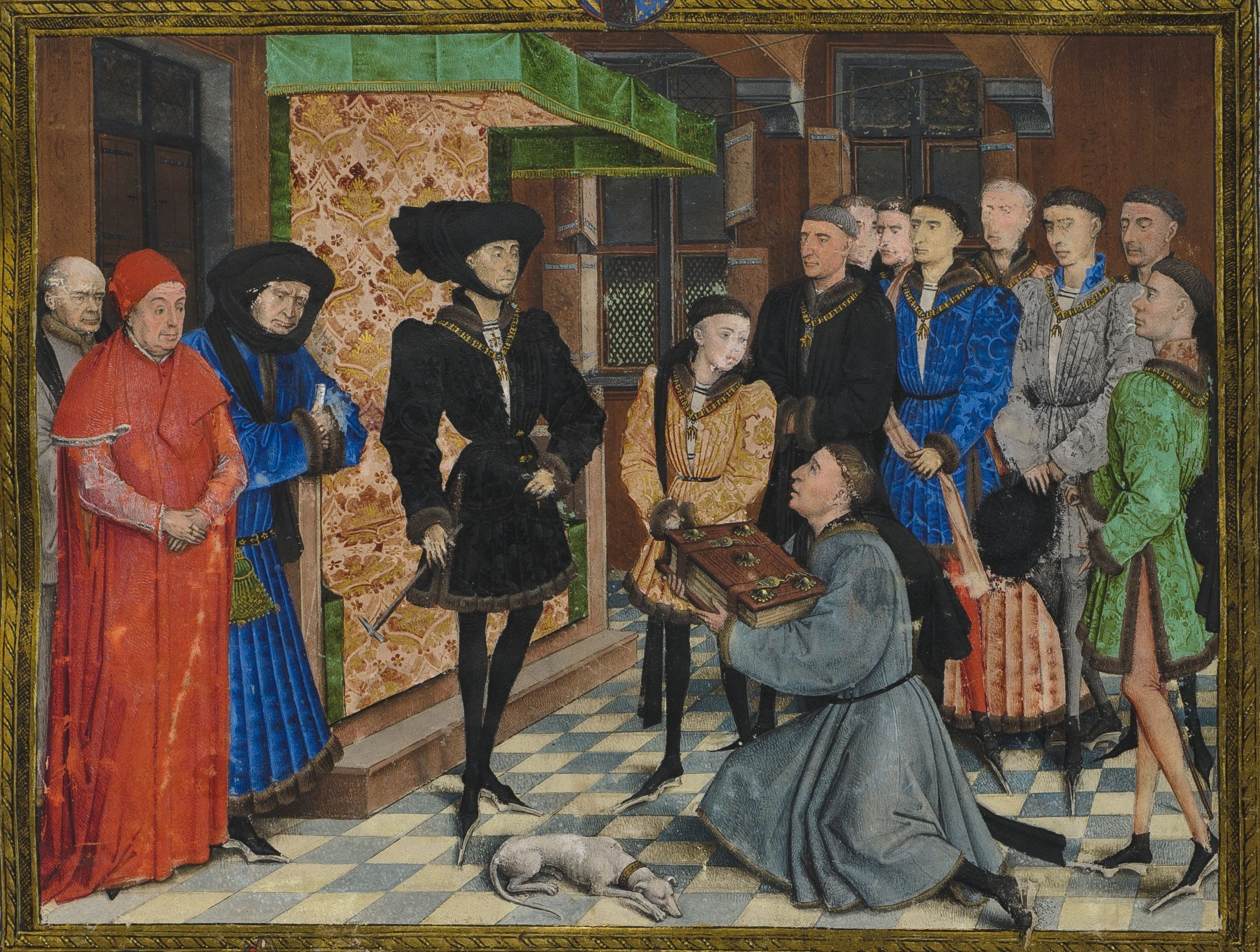
Der junge Karl neben seinem Vater, dargestellt auf dem Dedikationsbild von Rogier van der Weyden: Jean Wauquelin überreicht Herzog Philipp dem Guten seine Übersetzung der Hennegau-Chronik (1447)

Karl der Kühne wurde in Dijon als Sohn von Philipp III. dem Guten, Herzog von Burgund aus einer Seitenlinie der französischen Königsfamilie der Valois, und Isabella von Portugal geboren. Zu Lebzeiten seines Vaters trug er den Titel eines Grafen von Charolais. Zwanzig Tage nach seiner Geburt wurde er bereits zum Ritter des Ordens vom Goldenen Vlies geschlagen. Er wurde unter der Aufsicht des Herrn d’Auxy erzogen und soll große Hingabe zum Studium, aber auch zu Übungen im Kriegshandwerk gezeigt haben. Karl wuchs am Hof seines Vaters auf, der zu den glanzvollsten der Epoche gehörte und ein Zentrum für Kunst, Handel und Kultur war. Die Politik seines Vaters war über viele Jahre von dem Bemühen geprägt, einerseits seine zahlreichen Herrschaftsgebiete zu einem einheitlichen Staatsgebilde zu vereinen und nach damals modernsten Gesichtspunkten zu verwalten und andererseits sich von der Lehenshoheit des französischen Königs bzw. des römisch-deutschen Kaisers zu lösen. Um dies zu erreichen, schreckte Philipp auch vor der Allianz mit England, dem Erzfeind Frankreichs (im Kontext des Hundertjährigen Krieges), nicht zurück. Der daraus erwachsende kriegerische Konflikt zwischen Frankreich und Burgund endete erst 1435 mit dem Vertrag von Arras. Burgund erhielt einige zusätzliche Gebiete und wurde faktisch zu einem unabhängigen Staat; Philipps Sohn sollte eine französische Prinzessin ehelichen.
Gemäß dem Vertrag von Arras wurde Karl 1440 mit sechs Jahren mit Katharina von Valois, der zwölfjährigen Tochter des französischen Königs Karl VII. verheiratet. Katharina von Valois starb 1446 im Alter von 18 Jahren. Die Ehe blieb kinderlos. 1454 wollte Karl Margareta von York, die Tochter des Herzogs von York, heiraten. Sein Vater wählte jedoch seine Nichte Isabelle de Bourbon, die zugleich die Cousine des Königs von Frankreich war, als Frau für ihn. Ihre Tochter Maria von Burgund war das einzige überlebende Kind Karls und Alleinerbin aller seiner Besitzungen.
Karl lernte den Dauphin und späteren französischen König Ludwig XI. kennen, als dieser als Flüchtling zwischen 1456 und 1461 am burgundischen Hof lebte, nachdem er sich mit seinem Vater entzweit hatte. Als Ludwig zum König aufstieg, wandte er sich jedoch gegen seinen ehemaligen Verbündeten und löste beispielsweise die Pfandschaft der Somme-Städte aus, die sein Vater im Vertrag von Arras Philipp dem Guten überlassen hatte. Die französischen Adelshäuser verbündeten sich daraufhin 1465 gegen den König in der „Liga des Öffentlichen Wohls“ (Ligue du Bien public), an deren Spitze Karl von Berry und Karl der Kühne standen. Nach der unentschiedenen Schlacht bei Montlhéry musste Ludwig dem Adel erhebliche Zugeständnisse machen. Im Vertrag von Conflans erhielt Karl die Städte an der Somme zurück.
Während der Verhandlungen zwischen Ludwig und Karl starb Karls zweite Frau, Isabella von Bourbon. Verhandlungen über eine Ehe zwischen Karl und Anne de Beaujeu, der Tochter Ludwigs XI., blieben ergebnislos.
Am 12. April 1465 übergab Philipp der Gute alle Regierungsgeschäfte an Karl, der fortan versuchte, die Politik seines Vaters fortzuführen.
Am 3. Juli 1468 heiratete Karl der Kühne doch noch die zweiundzwanzigjährige Margareta von York. Diese Hochzeit wurde von dem Hofbeamten und Historiker Olivier de la Marche in seinen Memoiren ausführlich beschrieben. Unter anderem wurde als Tafelaufsatz ein 10 Meter hoher Turm („Turm von Gorkum“) aufgestellt. Aus dessen Schalllöchern bliesen mechanische Wildschweine Trompete und sangen mechanische Ziegen Motetten. Diese Ehe blieb kinderlos, aber zwischen Margareta und ihrer Stieftochter Maria von Burgund entstand ein freundschaftliches Verhältnis.

### Revolten und erneuter Kampf mit Frankreich

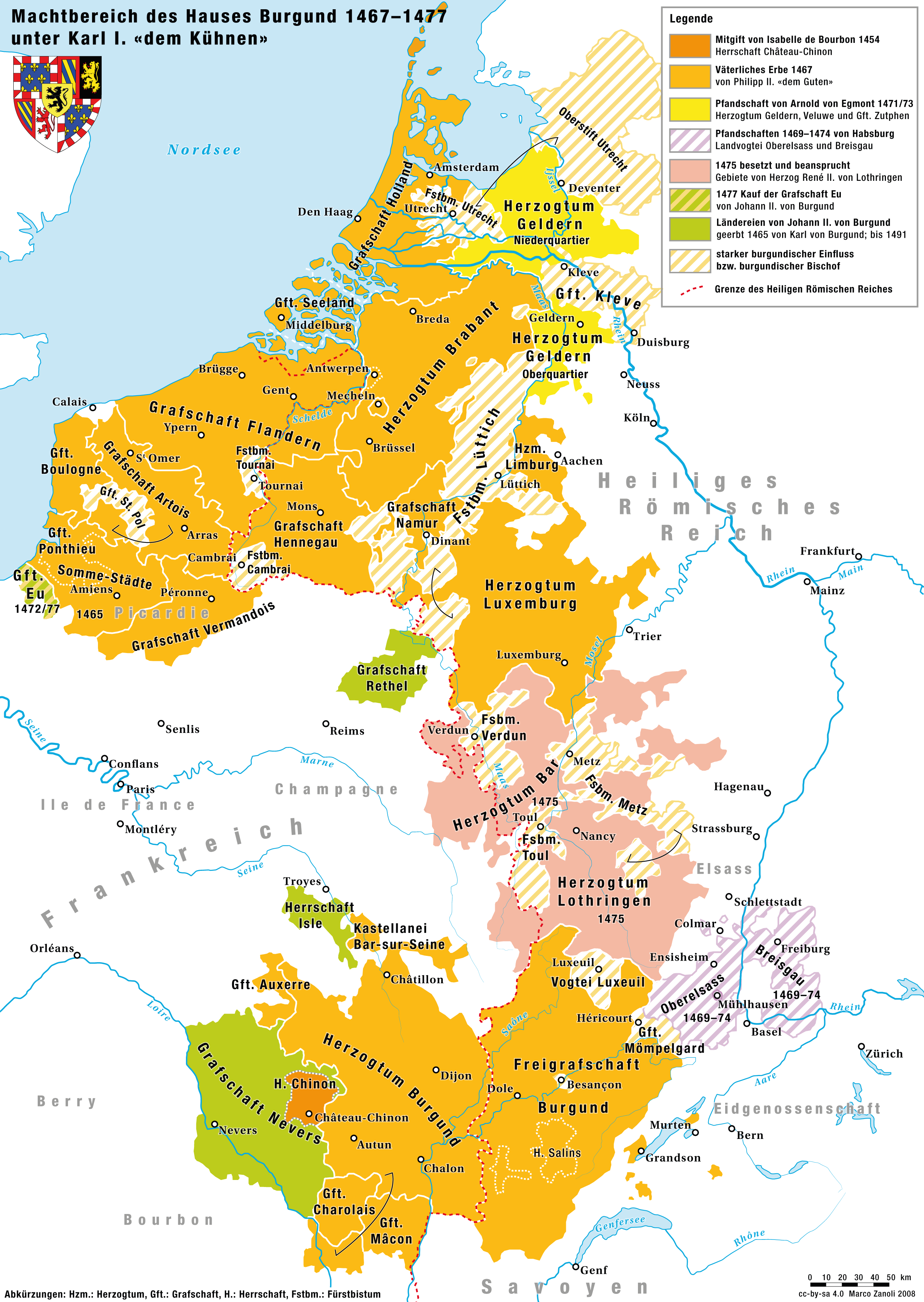
Herrschaftsgebiet Karls I. des Kühnen 1465/67–1477

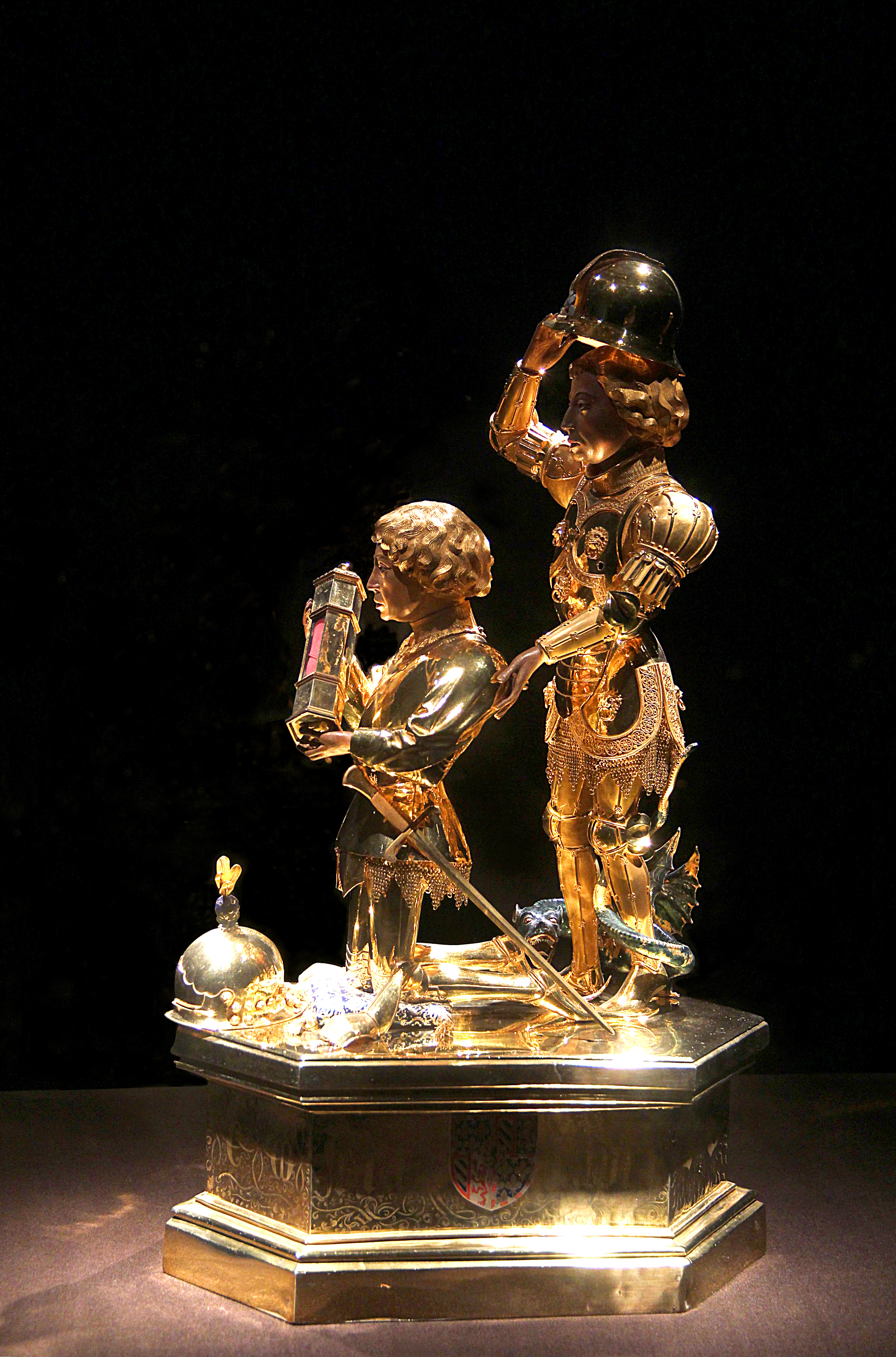
Reliquiar Karls I. des Kühnen – Gérard Loyet (1467–1471)

Der Friede zwischen Karl und Ludwig XI. hatte nur für kurze Zeit Bestand. Am 25. August 1466 nahm Karl Dinant ein, das er plünderte und niederbrannte. Zur selben Zeit verhandelte er erfolgreich mit Lüttich. Nach dem Tod seines Vaters am 15. Juni 1467 flammten die Feindseligkeiten mit den Bürgern von Lüttich jedoch wieder auf, die mit einem Sieg Karls bei Sint-Truiden endeten. Karl wurde Vogt des Hochstifts Lüttich, dessen Besitzungen das heutige Belgien von Norden nach Süden durchzogen.
Durch diese frühen Erfolge des Herzogs von Burgund alarmiert und aus Angst, einige offene Punkte des Vertrages von Conflans erfüllen zu müssen, erbat Ludwig im Oktober 1468 ein Treffen mit Karl und begab sich bei Péronne in seine Hände. Im Zuge der Verhandlungen wurde Karl über eine erneute Revolte Lüttichs informiert, die Ludwig im Geheimen angezettelt hatte. Nach viertägigen Beratungen, wie er mit seinem Gegner umgehen sollte, der sich so ungeschickt in seine Hände begeben hatte, entschied Karl, mit Ludwig zu verhandeln, und erreichte, dass Ludwig ihn bei der Niederschlagung der Revolte in Lüttich unterstützte.
Nach Ablauf der einjährigen Waffenruhe, die dem Vertrag von Péronne folgte, klagte Ludwig XI. Karl des Verrats an, zitierte ihn vor das Parlement von Paris und nahm 1471 einige Städte an der Somme ein. Der Herzog antwortete mit dem Einmarsch einer großen Armee in Frankreich, nahm Nesle in Besitz und richtete ein Blutbad unter den Einwohnern an. Nach einem fehlgeschlagenen Angriff auf Beauvais zog Karl mit seinen Truppen bis nach Rouen, wo er innehielt. Karl schloss nun ein Bündnis mit Eduard IV. von England zur Eroberung Frankreichs, während Ludwig Verhandlungen mit dem deutschen Kaiser, den Habsburgern und der Eidgenossenschaft führte, um Karl an der Ostgrenze zu beschäftigen.
Karl schlug das erneute Angebot Ludwigs XI. aus, seine Tochter Anne zur Ehefrau zu nehmen.

### Innenpolitische Reformen

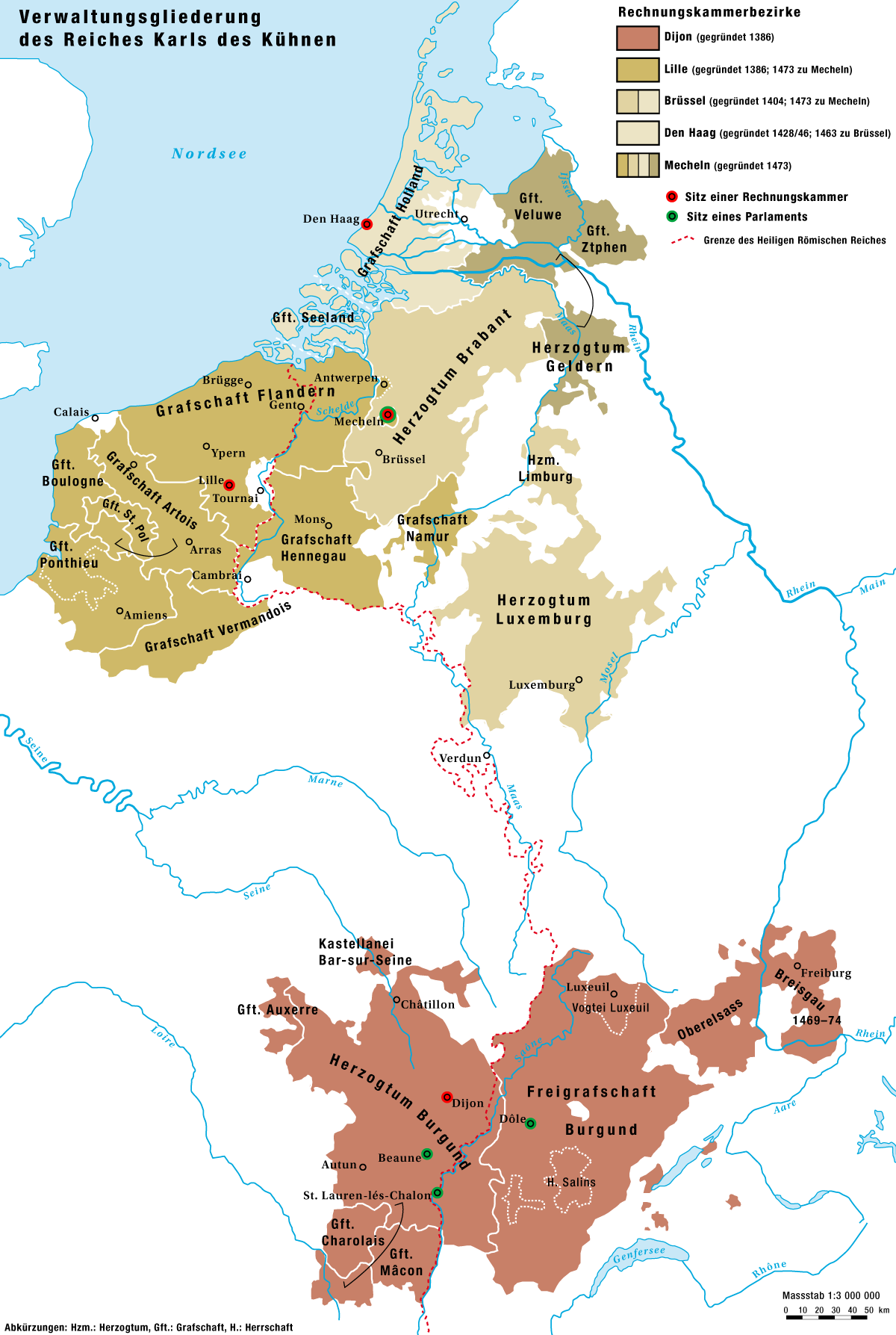
Die Verwaltungsgliederung des Herrschaftsgebietes Karls des Kühnen

Karl führte an seinem Hof den überschwänglichen Luxus und die Prachtentfaltung seines Vaters fort. Beim Treffen in Trier mit dem Kaiser hat Karl nach Angaben seiner Rechnungskammer alleine für die Einkleidung seiner Höflinge die ungeheure Summe von 38.819 flandrischen Pfund ausgegeben. Legendär waren auch die berühmten Tapisserien, die der Herzog zu jeder Gelegenheit anfertigen ließ. Aus der Burgunderbeute von Grandson sind einige dieser für die damalige Zeit sehr luxuriösen Wandteppiche erhalten.
Daneben richtete Karl seine Bemühungen in den Aufbau seiner militärischen und politischen Macht. Seit Beginn seiner Herrschaft war er mit der Reorganisation von Armee und Verwaltung seiner Ländereien beschäftigt. Er behielt die Prinzipien der feudalen Rekrutierung bei, errichtete aber ein System strenger Disziplin unter seinen Truppen, die er durch Söldner, besonders aus England und Italien, verstärkte. Außerdem entwickelte er seine Artillerie weiter.
Unter seiner Leitung fand eine weitgehende Zentralisierung der Verwaltung der burgundischen Herrschaftsgebiete in den heutigen Niederlanden und Belgien statt. Die zwei Rechnungskammern (Cour des comptes) von Lille und Brüssel (die Rechnungskammer Den Haag war schon 1463 in derjenigen von Brüssel aufgegangen) wurden aufgelöst und in einer neu gegründeten Rechnungskammer in Mechelen zentralisiert. In derselben Stadt gründete Karl auch ein Parlement, das für die burgundischen Gebiete im Norden zuständig war. Dazu bestanden weiterhin die Parlemente von Beaune, Saint-Laurent-lès-Chalon und Dole, die für das Herzogtum Burgund, den im Reich gelegenen Teil des Herzogtums und die Pfalzgrafschaft Burgund zuständig waren. Die Neugründung von Mechelen wurde unter anderem auch dadurch nötig, dass durch den Vertrag von Péronne 1468 die Zuständigkeit des Parlements von Paris für die burgundischen Länder aufgehoben worden war.
Karl beschäftigte sich ausgiebig mit militärischen Angelegenheiten. Nach zeitgenössischen Berichten verging kaum ein Tag, an dem er nicht eine oder zwei Stunden mit dem Aufschreiben und der Konzeption seiner Verordnungen verbrachte. Jedes Jahr ließ er seinen Offizieren Heeresordnungen (Ordonnanzen) verteilen, mit rigorosen Anweisungen betreffend Organisation, Disziplin, Umgangsformen und Vorgehensweise. Dabei versuchte er, die traditionell starken Mitbestimmungsrechte des Adels und des Bürgertums in den späteren Niederlanden und Belgien so weit wie möglich zu beschneiden.
Ab 1471, als sich Karl nach dem Vertrag von Péronne erneut im Krieg mit Ludwig XI. befand, stand sein Bemühen, ein stets kampfbereites Heer, das überwiegend aus Söldnern bestand, zu schaffen. Er stellte Ordonnanzkompanien auf, wobei er Adlige seines Hofes mit der Ordonnanz vom 19. April 1472 als Kompanieführer (frz. dizainiers – hier: Zehner(führer) = Führer von 10 Einheiten), denen eine Einheit von 10 Lanzen (ca. 70–90 Kämpfer) unterstand, zum Dienst im Heer abkommandierte. Auch der Rest seines Hofes wurde zunehmend militarisiert und in der Hofordnung von 1474 erscheint der Hof schließlich als eine Art Armee, in der jedes Amt zugleich eine feste militärische Einheit bildet.

### Vergrößerung der Macht

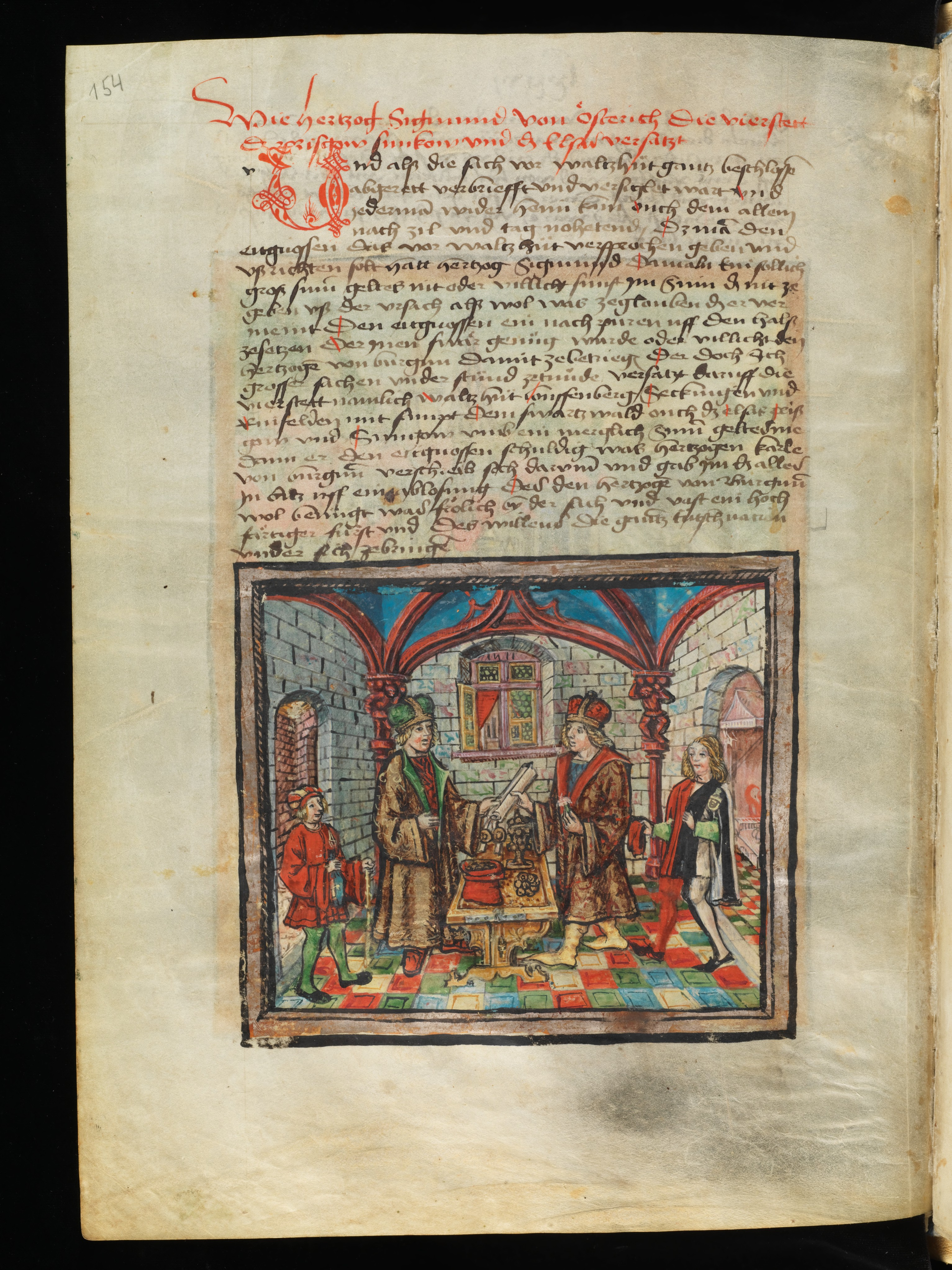
Herzog Sigmund verpfändet 1469 die habsburgischen Besitzungen im Elsass und im Breisgau an Karl den Kühnen. Darstellung in der Luzerner Chronik des Diebold Schilling der Jüngere

1469 verpfändete ihm Sigismund, Erzherzog von Österreich, im Vertrag von Saint-Omer die Grafschaft Pfirt, die Landvogtei Oberelsass und den Breisgau, behielt sich aber das Recht zur späteren Auslösung des Pfands vor. Karl sollte Sigismund auch bei seinem Kampf gegen die Eidgenossen behilflich sein. (→ Schweizer Habsburgerkriege)
Zwischen 1472 und 1473 konnte sich Karl die Nachfolge im Herzogtum Geldern erkaufen, weil er den geldrischen Herzog Arnold gegen die Rebellion seines Sohnes unterstützt hatte. Noch nicht mit dem Titel „Großherzog des Westens“ zufrieden, ergriff er das Projekt, ein unabhängiges Königreich Burgund zu errichten. Während seine Gebiete, die im Königreich Frankreich lagen, bereits durch die Verträge von 1468 bzw. 1471 von der Lehenshoheit Frankreichs gelöst waren, unterstanden seine östlichen Gebiete immer noch dem Heiligen Römischen Reich.
Unter dem Vorwand, eine burgundische Beteiligung an einem Kreuzzug gegen die Türken ins Auge zu fassen, traf er sich deshalb am 30. September 1473 mit Kaiser Friedrich III. in Trier. Hauptgegenstand des Treffens waren die Verhandlungen um eine Eheschließung zwischen Karls einzigem Kind Maria und dem Sohn des Kaisers, Maximilian. Karl forderte im Austausch für sich die Königskrone. Er erschien in Trier in einer goldenen Rüstung mit einer Leibgarde von 250 Mann und einer Armee von über 6000 Mann in Begleitung einiger Reichsfürsten aus seinem Einflussbereich. Der Kaiser und sein Sohn hatten zwar ein noch größeres Gefolge, entfalteten aber weit weniger Prunk. In Trier waren auch die Kurstimmen von Mainz, Trier und Brandenburg vertreten. Während der Verhandlungen fanden zum Teil aufwendige Bankette, Empfänge und Turnierspiele statt. Am 4. November fanden die beiden Parteien einen Kompromiss: Karl verzichtete zwar auf die Krönung zum römisch-deutschen König, was ihn zum Nachfolger des Kaisers gemacht hätte, sollte aber eine neu zu schaffende Königskrone von Burgund bzw. Friesland erhalten. Die Kurfürsten verweigerten diesem Handel jedoch ihre Zustimmung. Nachdem Karl mit dem Herzogtum Geldern belehnt worden war, fand die für den 18. und dann für den 21. November angekündigte Königskrönung nicht statt, und der Kaiser reiste am 25. November überstürzt aus Trier ab. Warum genau die Verhandlungen scheiterten, ist unklar. Entscheidend scheint aber die Rolle der Kurfürsten gewesen zu sein. Karl bestand auf ihrer Zustimmung zu seiner Krönung, während der Kaiser der Meinung war, diese Entscheidung stehe ihm alleine zu. Weiter befremdeten sich die Kurfürsten und die Umgebung des Kaisers über den Luxus, den Karl zur Schau stellte, auch dass er z. B. einen Hermelinkragen trug, der in der Länge denjenigen der Kurfürsten übertraf.

### Untergang

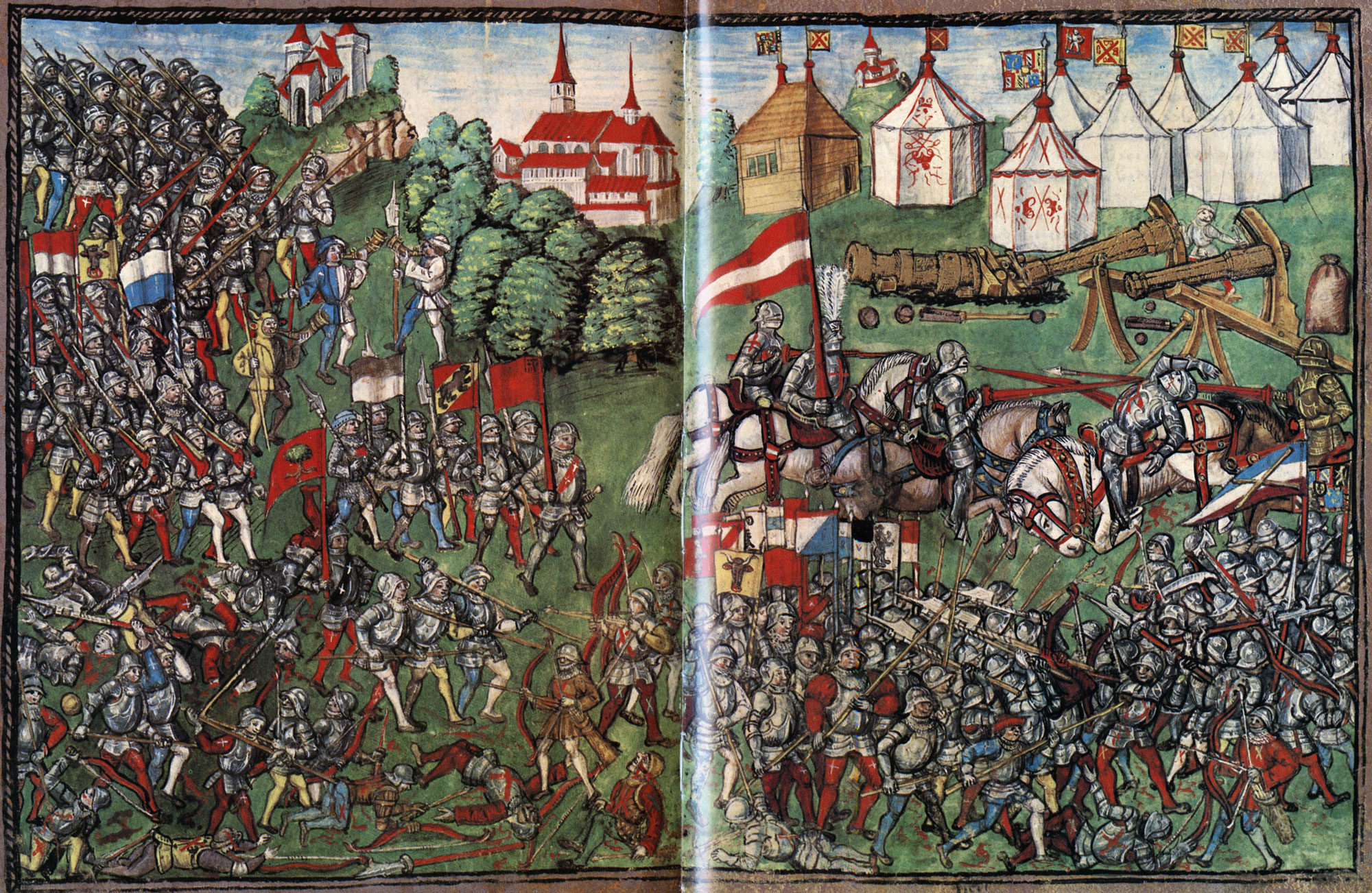
Die Schlacht bei Grandson in der Luzerner Chronik des Diebold Schilling dem Jüngeren. Im Hintergrund das burgundische Lager mit dem berühmten hölzernen Zelthaus der Burgunderherzöge

Im darauffolgenden Jahr verstrickte sich Karl in eine Reihe von Schwierigkeiten und Kämpfen, z. B. die erfolglose Belagerung von Neuss, die am Ende zu seinem Untergang führen sollten. Nicht zuletzt waren auch die Intrigen und Ränke des französischen Königs Ludwig XI. für das Scheitern Karls ausschlaggebend. Karl überwarf sich mit Sigismund von Österreich, dem er seine Besitzungen im Elsass und die Grafschaft Hauenstein für die vereinbarte Summe nicht zurückgeben wollte, mit der Eidgenossenschaft, welche die Reichsstädte im Elsass bei ihrem Aufruhr gegen die Tyrannei des burgundischen Gouverneurs Peter von Hagenbach unterstützte, und letztendlich auch mit René von Lothringen, dem er die Erbfolge Lothringens streitig machte, das die beiden Hauptteile von Karls Ländereien, die Grafschaft Flandern und das Herzogtum von Burgund, trennte.
Alle diese Gegner, aufgestachelt und unterstützt von Ludwig, brauchten nicht lange, um sich gegen ihren gemeinsamen Feind zu verbünden. Karl erlitt eine erste Niederlage, als er versuchte, Ruprecht von der Pfalz, Erzbischof von Köln, in der Kölner Stiftsfehde zu unterstützen. In diesem Zusammenhang belagerte er die Stadt Neuss von Juli 1474 bis Juni 1475 zehn Monate lang, wurde aber durch die Ankunft der Armee Kaiser Friedrichs III. dazu gezwungen, die Belagerung aufzuheben und abzuziehen. Zusätzlich wurde die Expedition seines Schwagers Eduard IV. von England gegen Ludwig durch den Vertrag von Picquigny am 29. August 1475 gestoppt. Karl schloss deshalb am 17. November 1475 Frieden mit Kaiser Friedrich III. und wandte sich gegen das Herzogtum Lothringen, wo er erfolgreich die Hauptstadt Nancy nach einer Belagerung einnehmen konnte.

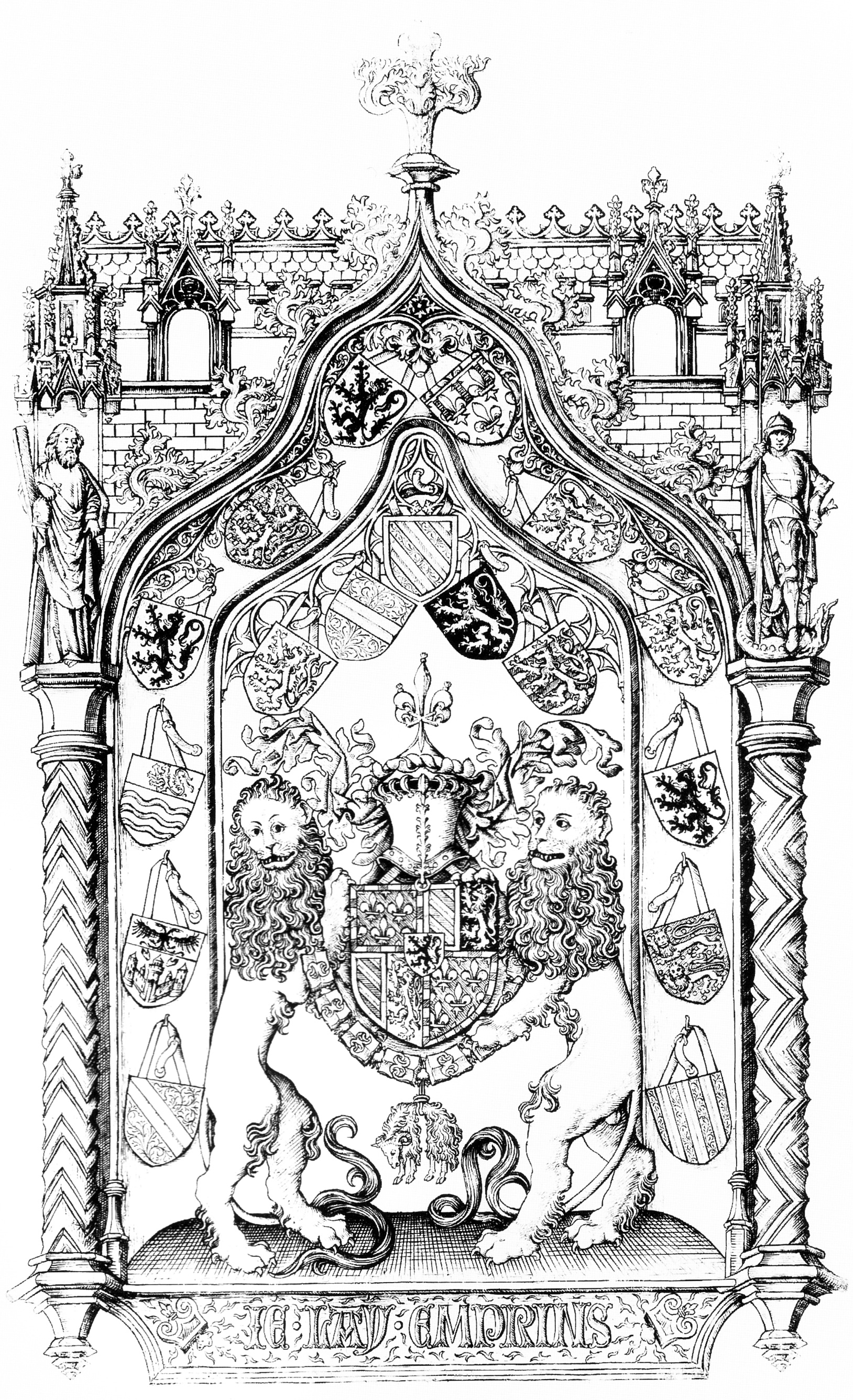
Kupferstich mit dem persönlichen Wappen Karls des Kühnen im Zentrum umgeben von den Wappen seiner Herrschaften und seiner Devise als Basis

Zu seinem Ende führte schließlich jedoch der Krieg mit der Niederen Vereinigung, die aus den elsässischen Reichsstädten, dem Bistum Basel, Herzog Sigismund von Österreich und der Eidgenossenschaft bestand. Eine erste Niederlage gegen die aufstrebende Militärmacht der Eidgenossen erlitt ein burgundisches Heer am 13. November 1474 bei Héricourt. Damit wurde die in der Schweiz als Burgunderkriege bekannte Reihe von Schlachten eröffnet, die zum Untergang Karls führten. Karl marschierte von Nancy her gegen die Eidgenossenschaft ins Waadtland, wo er sich mit verbündeten Adligen aus dem Herzogtum Savoyen vereinigte. Bei Grandson traf er zum ersten Mal auf eidgenössische Truppen, die er nach der Belagerung der Festung trotz ihrer Kapitulation hängen und ertränken ließ. Am 2. März 1476 wurde er vor Grandson von einer eidgenössischen Armee angegriffen, wobei er eine schwere Niederlage erlitt. Er konnte mit einer Handvoll Gefolgsleuten fliehen, seine Artillerie und die riesige Beute fielen jedoch den Eidgenossen als „Burgunderbeute“ in die Hände.
Karl flüchtete nach Lausanne, wo er mit dem verbündeten Savoyen eine neue Armee von 20.000 Mann aufstellte, um erneut gegen die eidgenössische Reichsstadt Bern zu ziehen, die das Haupt der antiburgundischen Koalition in der Eidgenossenschaft war. Am 6. Mai 1476 bestätigte er in Lausanne auch die Eheabsprache zwischen seiner Tochter Maria und Erzherzog Maximilian von Österreich, die Eheschließung wurde jedoch vorläufig noch nicht vollzogen, weil der vorgesehene Hochzeitstermin vom 11. November platzte. Anfang Juni zog Karl mit seinem Heer gegen Bern und belagerte ab dem 9. Juni Murten, wo er am 22. Juni von einem Heer der Eidgenossenschaft und des Herzogs René von Lothringen angegriffen wurde. Sein technisch überlegenes Heer wurde ähnlich wie in Grandson überrascht und durch die Wucht der eidgenössischen Infanterie in der Schlacht bei Murten vernichtend geschlagen. Die Herzogin von Savoyen sah sich zum Friedensschluss mit der Eidgenossenschaft genötigt, die burgundischen Besitzungen in der Waadt waren verloren.

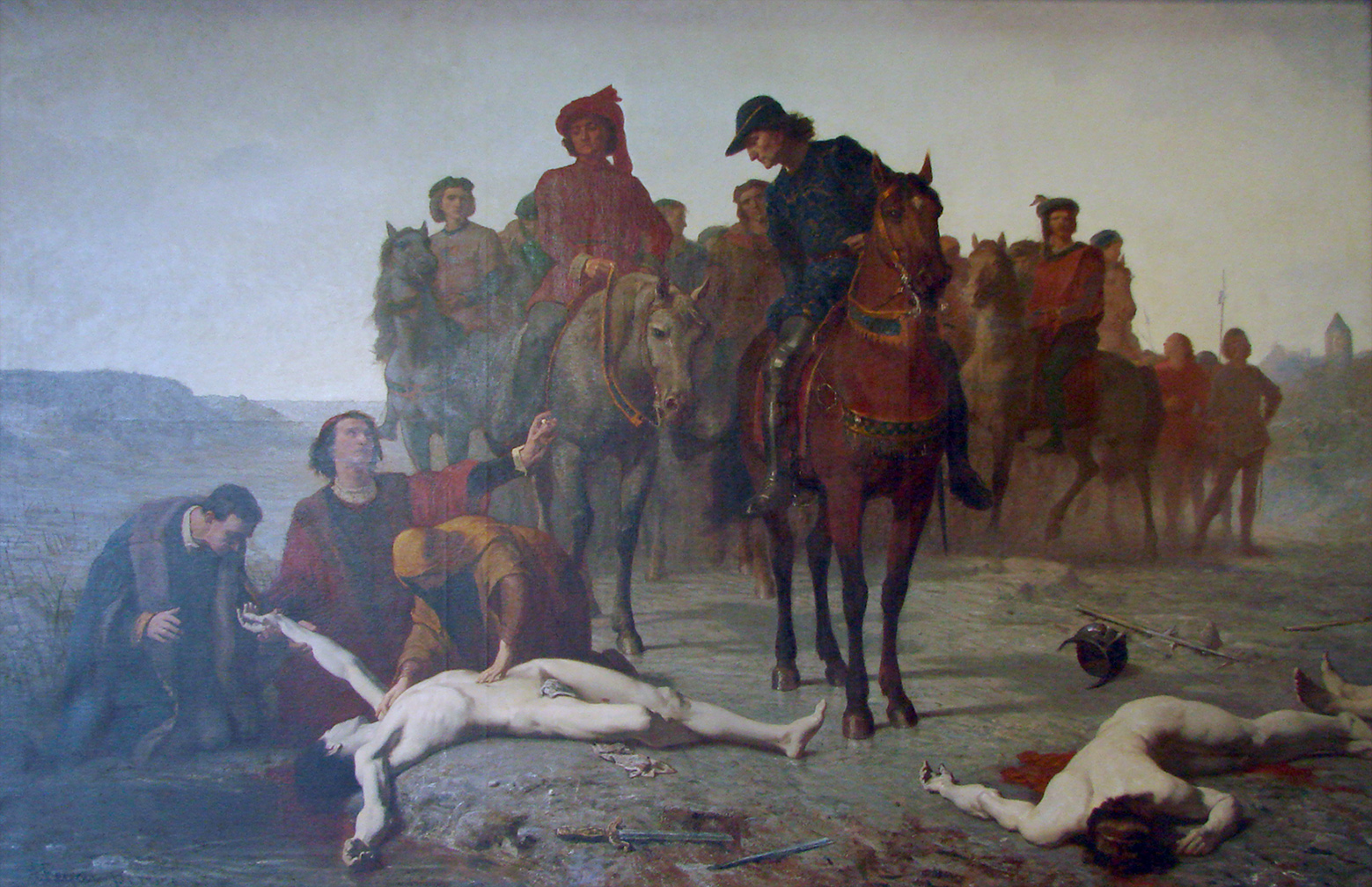
Die Auffindung des Leichnams Karls des Kühnen. Gemälde von Auguste Feyen-Perrin (1826–1888); Musée des Beaux-Arts in Nancy

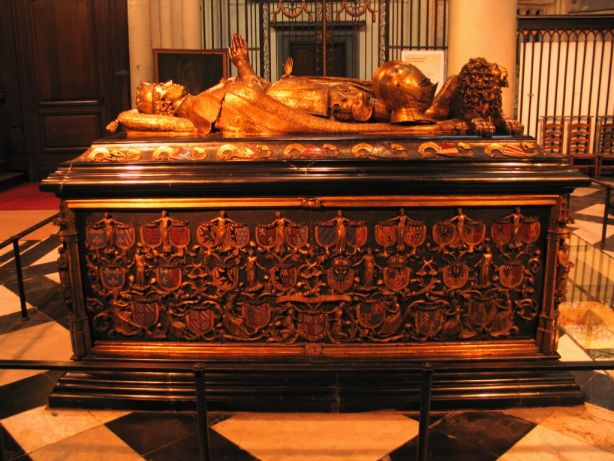
Das Grab Karls des Kühnen in der Liebfrauenkirche in Brügge

Karl kehrte nach Burgund zurück und wandte sich im Herbst gegen Lothringen, das sich im offenen Aufstand gegen die burgundische Besatzung befand. Herzog René versicherte sich der eidgenössischen Unterstützung und setzte zur Rückeroberung seines Herzogtums an. Karl brach am 25. September von Gex aus mit einem Heer, für das eine Stärke von unter 10.000 bis maximal 15.000 Mann angegeben wird, in Richtung Lothringen auf, wo René die Hauptstadt Nancy belagerte. Wenige Tage bevor Karl in Lothringen eintraf, fiel Nancy in die Hände der Lothringer. Obwohl der Winter bevorstand und gegen den Ratschlag seiner Offiziere, legte Karl am 22. Oktober um Nancy einen Belagerungsring. Mitten im Winter, am 5. Januar 1477, kam es vor den Toren der Stadt zur Schlacht bei Nancy, als Herzog René, verstärkt durch Zuzug aus der Eidgenossenschaft, Karl zum Kampf stellte. Das eidgenössisch-lothringische Heer war mit 15.000 bis 20.000 Mann dem durch die Belagerung schon geschwächten Heer Karls zahlenmäßig klar überlegen, doch stellte sich der Burgunderherzog trotz des ungünstigen Kräfteverhältnisses zur Schlacht, die in einer katastrophalen Niederlage für die Burgunder endete.
Karl der Kühne starb in dieser Schlacht unter ungeklärten Umständen. Vermutlich scheute sein Pferd und warf den bereits verwundeten Herzog ab. Am Boden liegend erhielt er schließlich einen derart schweren Schlag auf den Kopf, dass sein Schädel gespalten wurde. Sein gefrorener, durch mehrere Wunden stark entstellter und durch Ausplünderung nahezu nackter Leichnam, der zudem von Wölfen oder wilden Hunden angefressen worden war, wurde zwei Tage später nahe einem Weiher gefunden. Einer von Karls Dienern identifizierte den Leichnam schließlich anhand einiger Narben und anderer Körpermerkmale als den des Burgunderherzogs. Karls siegreiche Feinde erbeuteten u. a. seinen an Ludwig XI. gesandten Helm, seinen 1478 dem Herzog von Mailand geschenkten Ring, seinen als Siegeszeichen am Straßburger Münster aufgehängten Waffenrock und seine nach Mailand verkaufte Ordenskette mit dem Goldenen Vlies. Herzog René ließ Karls Leichnam zunächst wie eine Trophäe aufbahren und ihn anschließend in seiner Hofkirche Saint-Georges in Nancy bestatten. Zwei Schrifttafeln setzten eine antiburgundische Note. Karl V., der Urenkel Karls des Kühnen, veranlasste schließlich die Überführung der sterblichen Überreste des letzten Burgunderherzogs in die Liebfrauenkirche in Brügge, wo sie sich in einem standesgemäßen und sehr aufwändig gestalteten Grabmal heute noch befinden.

## Kampf um das Erbe Karls des Kühnen

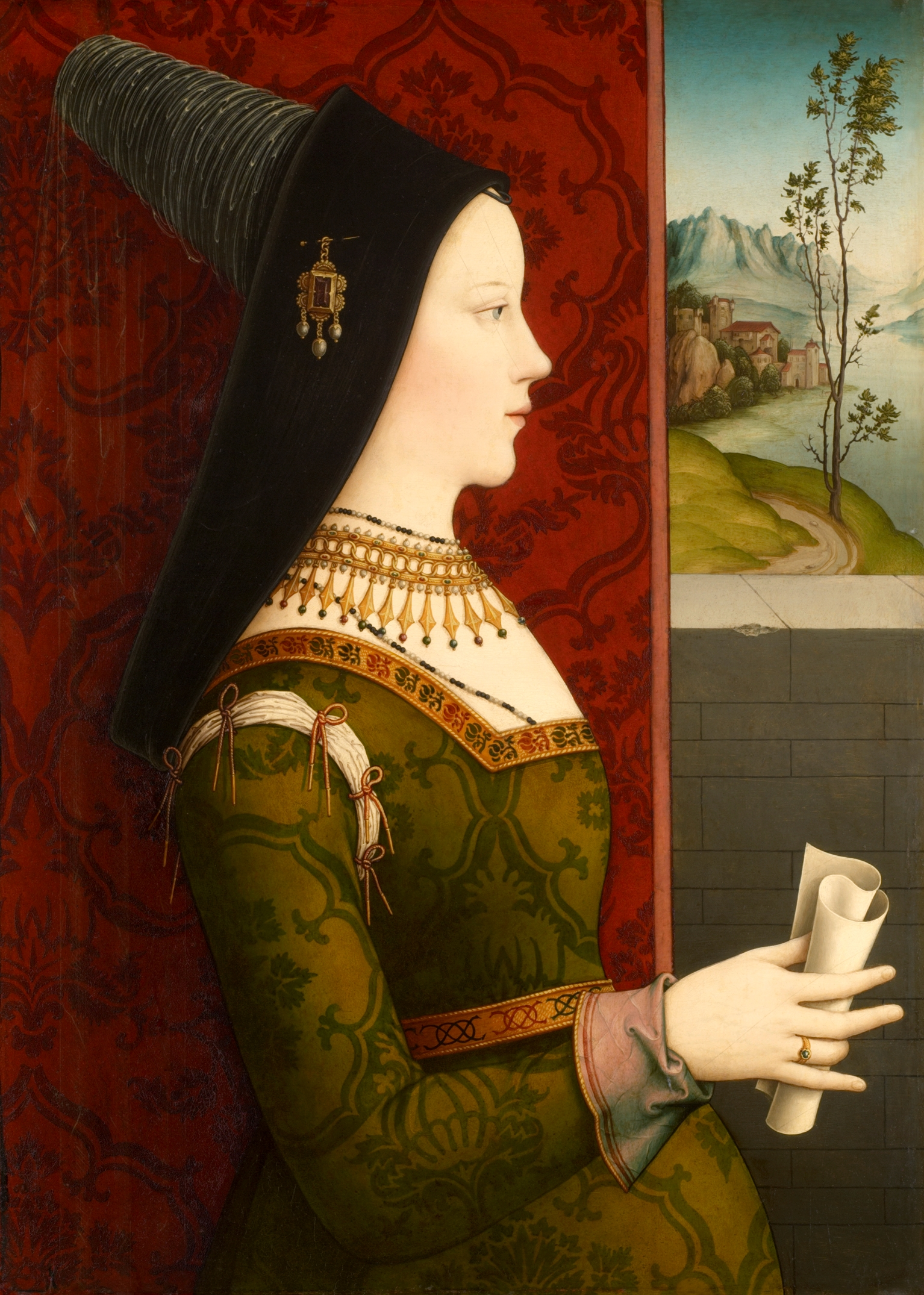
Maria von Burgund auf einem Porträt um 1500

### Die burgundische Erbschaft

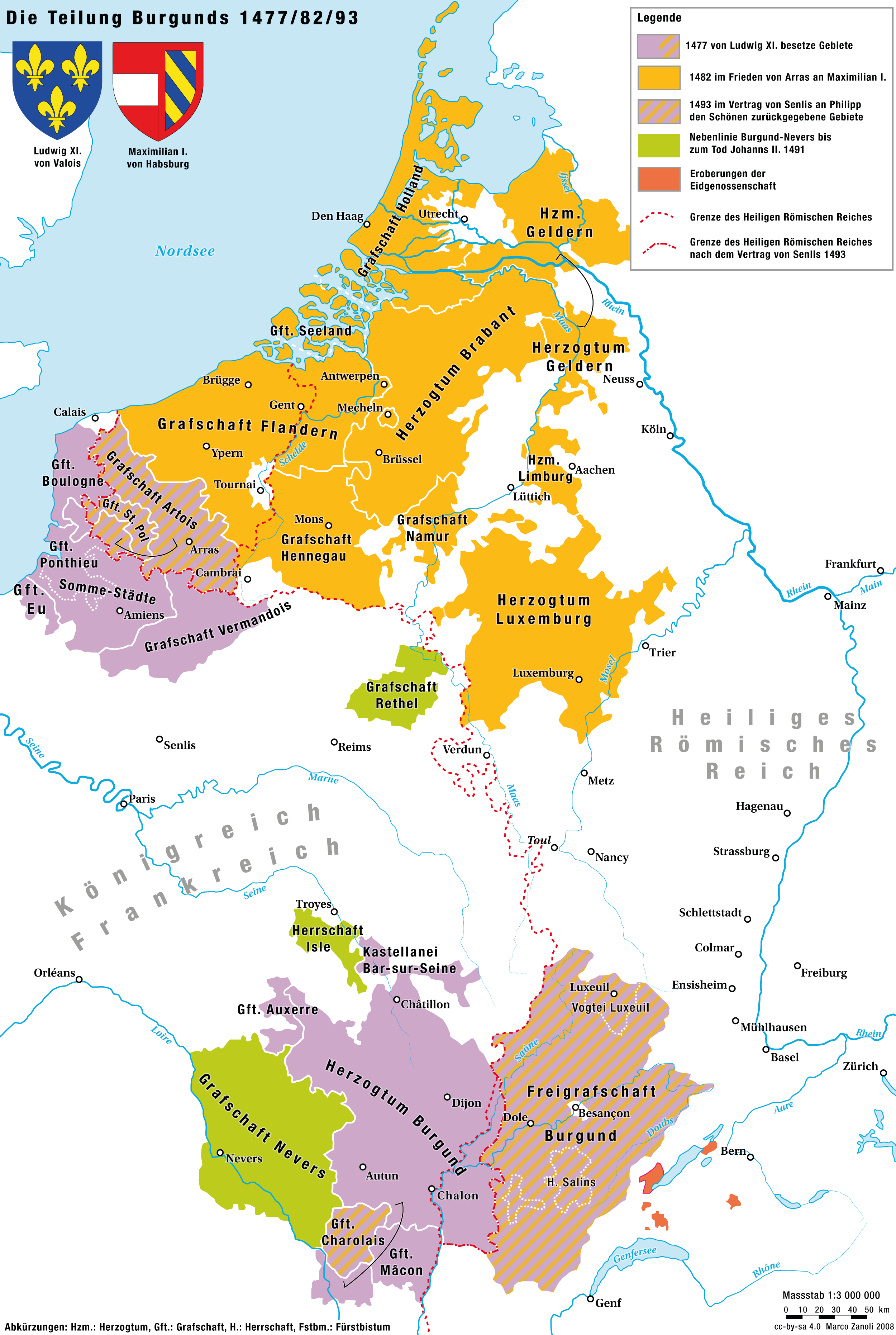
Karte zur Aufteilung des Herrschaftsgebiets Karls des Kühnen bis 1493

Das burgundische Erbe Karls des Kühnen fiel, da dieser keine männlichen Erben hinterlassen hatte, an dessen 19-jährige Tochter Maria als einzige Erbin. Margareta von York, die Witwe Karls, führte als Beschützerin Marias Heiratsverhandlungen mit dem französischen König und dem römisch-deutschen Kaiser. Die ältesten Söhne beider Herrscher waren zu diesem Zeitpunkt noch unverheiratet und Maria stellte mit ihrem riesigen Erbe die beste Partie Europas dar. Die Ehe zwischen Erzherzog Maximilian von Österreich und Maria von Burgund war zwar schon am 6. Mai 1476 abgesprochen, aber vor dem Tod Karls noch nicht vollzogen worden. König Ludwig XI. von Frankreich verschlechterte seine Verhandlungslage drastisch, als er kurz nach dem Tode Karls die an Frankreich angrenzenden Teile des Herrschaftsgebiets Karls besetzte. Das Herzogtum Burgund, die Freigrafschaft Burgund, die Picardie, Ponthieu und Boulogne fielen so wieder unter die Kontrolle der französischen Krone. In diesem günstigen Moment brachte Kaiser Friedrich die Verhandlungen mit Hilfe der Ludwig feindlich gesinnten Margareta von York zum Abschluss, so dass die Trauung per Stellvertreter am 21. April abgeschlossen werden konnte. Am 19. August 1477 heirateten Maximilian und Maria in Gent. Auf diese Weise konnte Maximilian nach dem Tod seines Vaters die Erbschaft Karls mit der Hausmacht der Habsburger vereinen und wurde damit zum mächtigsten Fürsten im damaligen Europa. Die burgundische Erbschaft war einer der entscheidenden Schritte beim Aufstieg des Hauses Habsburg zur Weltmacht.

### Burgundischer Erbfolgekrieg
Sofort nach der Heirat zwischen Maximilian und Maria kam es zum Krieg um das Erbe Karls zwischen Maximilian und Ludwig XI. Sie schlossen zwar im September 1477 einen vorläufigen Waffenstillstand, 1478 begann der Krieg jedoch wieder, als das Parlament von Paris die französischen Lehen Karls für erledigt erklärte. Maximilian konnte von den von Ludwig beanspruchten Teilen des Erbes seiner Frau nach seinem Sieg in der Schlacht bei Guinegate 1479 Flandern und Artois zurückgewinnen. Nach dem frühen Tod Marias am 27. März 1482 und einem Aufstand in Gent musste Maximilian 1482 mit Ludwig den Frieden von Arras abschließen. Das Herzogtum Burgund, die Freigrafschaft Burgund, Artois, die Picardie, Ponthieu, Boulogne, Vermandois und Mâcon fielen an Frankreich. Maximilian behielt Flandern und die übrigen Besitzungen Karls im heutigen Belgien und den Niederlanden. Später erhielt Maximilian im Frieden von Senlis 1493 auch die Freigrafschaft und Artois zurück. Die Grafschaft Charolais blieb zwar im Besitz Maximilians bzw. seines unmündigen Sohnes Philipp, des eigentlichen Erben Marias, unterstand jedoch der französischen Lehenshoheit.
Das burgundische Erbe wurde von Maximilian und seinen Nachkommen hoch gehalten. Seine Kinder mit Maria wuchsen im flandrischen Gent auf und sein Sohn Philipp der Schöne trug seinen Namen in Anlehnung an Philipp den Guten. Dessen Sohn wurde in Erinnerung an den letzten Burgunderherzog mit dem Namen Karl getauft und stieg als Kaiser Karl V. zu einem der mächtigsten Herrscher der damaligen Welt auf. Mit Philipp und Karl kam das burgundische Erbe an die spanische Linie der Habsburger.

### Ergebnis
Der französische König Ludwig XI. erklärte das Herzogtum Burgund, das Mâconnais, die Auxerrois und das Charolais zu heimgefallenen Lehen. Die anderen Provinzen, insbesondere die Franche-Comté (Freigrafschaft), Luxemburg, das Herzogtum Brabant, das Artois, die Grafschaft Flandern und die Grafschaft Holland wurden vom römisch-deutschen Kaiser Maximilian I. dem Burgundischen Reichskreis zugeteilt.

## Familiäres

### Vorfahren
|  |                                                                   |  |  |  |  |  |  |  |  |  |  |  |  |
|  | Philipp II. der Kühne (1342–1404) Herzog von Burgund              |  |  |  |  |  |  |  |  |  |  |  |  |
|  |                                                                   |  |  |  |  |  |  |  |  |  |  |  |  |
|  |                                                                   |  |  |  |  |  |  |  |  |  |  |  |  |
|  | Johann Ohnefurcht (1371–1419) Herzog von Burgund                  |  |  |  |  |  |  |  |  |  |  |  |  |
|  |                                                                   |  |  |  |  |  |  |  |  |  |  |  |  |
|  |                                                                   |  |  |  |  |  |  |  |  |  |  |  |  |
|  | Margarete von Flandern (1350–1405) Gräfin von Flandern            |  |  |  |  |  |  |  |  |  |  |  |  |
|  |                                                                   |  |  |  |  |  |  |  |  |  |  |  |  |
|  |                                                                   |  |  |  |  |  |  |  |  |  |  |  |  |
|  | Philipp III. der Gute (1396–1467) Herzog von Burgund              |  |  |  |  |  |  |  |  |  |  |  |  |
|  |                                                                   |  |  |  |  |  |  |  |  |  |  |  |  |
|  |                                                                   |  |  |  |  |  |  |  |  |  |  |  |  |
|  | Albrecht I. (1336–1404) Herzog von Niederbayern                   |  |  |  |  |  |  |  |  |  |  |  |  |
|  |                                                                   |  |  |  |  |  |  |  |  |  |  |  |  |
|  |                                                                   |  |  |  |  |  |  |  |  |  |  |  |  |
|  | Margarete von Bayern (1363–1423)                                  |  |  |  |  |  |  |  |  |  |  |  |  |
|  |                                                                   |  |  |  |  |  |  |  |  |  |  |  |  |
|  |                                                                   |  |  |  |  |  |  |  |  |  |  |  |  |
|  | Margarete von Schlesien-Liegnitz (um 1342–1386)                   |  |  |  |  |  |  |  |  |  |  |  |  |
|  |                                                                   |  |  |  |  |  |  |  |  |  |  |  |  |
|  |                                                                   |  |  |  |  |  |  |  |  |  |  |  |  |
|  | Karl der Kühne (1433–1477) Herzog von Burgund                     |  |  |  |  |  |  |  |  |  |  |  |  |
|  |                                                                   |  |  |  |  |  |  |  |  |  |  |  |  |
|  |                                                                   |  |  |  |  |  |  |  |  |  |  |  |  |
|  | Peter I. der Grausame/der Gerechte (1320–1367) König von Portugal |  |  |  |  |  |  |  |  |  |  |  |  |
|  |                                                                   |  |  |  |  |  |  |  |  |  |  |  |  |
|  |                                                                   |  |  |  |  |  |  |  |  |  |  |  |  |
|  | Johann I. der Große (1357–1433) König von Portugal                |  |  |  |  |  |  |  |  |  |  |  |  |
|  |                                                                   |  |  |  |  |  |  |  |  |  |  |  |  |
|  |                                                                   |  |  |  |  |  |  |  |  |  |  |  |  |
|  | Teresa Lourenço                                                   |  |  |  |  |  |  |  |  |  |  |  |  |
|  |                                                                   |  |  |  |  |  |  |  |  |  |  |  |  |
|  |                                                                   |  |  |  |  |  |  |  |  |  |  |  |  |
|  | Isabella von Portugal (1397–1471)                                 |  |  |  |  |  |  |  |  |  |  |  |  |
|  |                                                                   |  |  |  |  |  |  |  |  |  |  |  |  |
|  |                                                                   |  |  |  |  |  |  |  |  |  |  |  |  |
|  | John of Gaunt (1340–1399) Herzog von Lancaster                    |  |  |  |  |  |  |  |  |  |  |  |  |
|  |                                                                   |  |  |  |  |  |  |  |  |  |  |  |  |
|  |                                                                   |  |  |  |  |  |  |  |  |  |  |  |  |
|  | Philippa of Lancaster (1360–1415)                                 |  |  |  |  |  |  |  |  |  |  |  |  |
|  |                                                                   |  |  |  |  |  |  |  |  |  |  |  |  |
|  |                                                                   |  |  |  |  |  |  |  |  |  |  |  |  |
|  | Blanche of Lancaster (1341–1369)                                  |  |  |  |  |  |  |  |  |  |  |  |  |
|  |                                                                   |  |  |  |  |  |  |  |  |  |  |  |  |
|  |                                                                   |  |  |  |  |  |  |  |  |  |  |  |  |

### Ehefrauen und Nachkommen
Karl heiratete drei Mal und hatte ein Kind:
In erster Ehe am 19. Mai 1440 in Blois Katharina von Valois (* 1428; † 30. Juli 1446), Tochter von König Karl VII. von Frankreich und Maria von Anjou. Aus dieser Ehe gingen keine Nachkommen hervor.
In zweiter Ehe am 30. Oktober 1454 in Lille Isabelle de Bourbon (* 1437; † 25. September 1465 in Antwerpen), Tochter von Herzog von Bourbon Karl I. und Agnes von Burgund. Aus dieser Ehe ging eine Tochter hervor:
- Maria von Burgund (* 13. Februar 1457 in Brüssel; † 27. März 1482 in Brügge) ⚭ (1477) Maximilian I., Sohn von Friedrich III., Kaiser des Heiligen Römischen Reichs und sein Nachfolger.

In dritter Ehe am 3. Juli 1468 in Damme Margaret of York (* 3. Mai 1446 in Fotheringhay Castle; † 23. November 1503 in Mechelen), Tochter von Richard Plantagenet, 3. Duke of York, und Schwester von König Eduard IV. von England. Aus dieser Ehe gingen keine Nachkommen hervor.

## Karl der Kühne in der Beurteilung der Nachwelt

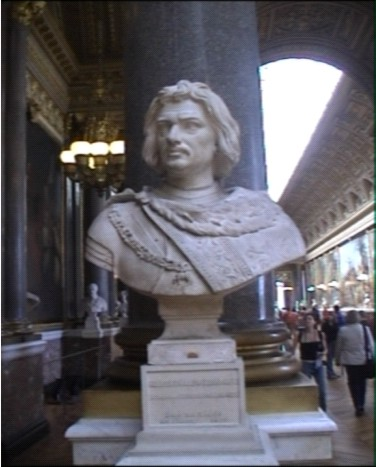
Büste in der Schlachtengalerie des Schlosses Versailles

Karl der Kühne wurde oft als der letzte Repräsentant des feudalen Geistes angesehen, ein Mann, der keine anderen Fähigkeiten als seine blinde Tapferkeit besaß. „Nicht einmal halb Europa hätte ihm genügt“, urteilte der zeitgenössische Chronist Philippe de Commynes über ihn. Oft wurde er seinem Gegner Ludwig XI. gegenübergestellt, der für die moderne Politik stand. In Wahrheit besaß er große Fähigkeiten, eine strenge Moral, war überaus kultiviert und verschiedener Sprachen mächtig. Obwohl er nicht von gelegentlicher Härte freigesprochen werden kann, besaß er das Geheimnis, die Herzen seiner Untertanen zu gewinnen, die ihm auch in schwierigen Zeiten niemals die Unterstützung verwehrten. Da er nur seine Tochter Maria hinterließ, erbten die Habsburger den Länderkomplex seines Hauses und erweiterten sich zum Haus Österreich und Burgund, was einen wesentlichen Grundstein für ihre spätere Weltgeltung ausmachte. Karl V. war zeitlebens stolz, von ihm abzustammen.
In der schweizerischen Geschichtsschreibung wird für die drei Schlachten der Burgunderkriege oft der zeitgenössische Spruch zitiert, Karl der Kühne „verlor in Grandson den Hut, in Murten den Mut und in Nancy das Blut“. Anstelle von „dem Hut“, welchen er angeblich wirklich verloren haben soll, existiert auch eine geläufigere Version, in der nur allgemein von „das Gut“ gesprochen wird. Tatsächlich wurde nach der Schlacht bei Grandson von der Stadt Basel ein Herzogshut aus goldenem Samt, bestickt mit Perlen und Edelsteinen, aus dem Besitz Karls für 47.000 Gulden zusammen mit zwei weiteren Schmuckstücken an Jakob Fugger verkauft.
Im Englischen wird er auch als Charles the Rash (Karl der Hastige) bezeichnet, was sich auf seinen überstürzten Expansionsdrang bezieht. Karl „ist das Paradebeispiel eines Herrschers, der sich binnen kürzester Zeit durch übersteigerten Ehrgeiz um ein großes Reich und noch dazu um Kopf und Kragen bringt“. Durch seine aggressive Expansions- und Kriegspolitik, die in einer Serie von Niederlagen mündete, verlor Burgund seine Großmachtstellung und der Aufstieg Frankreichs zu einer europäischen Großmacht wurde ermöglicht.

## Porträts
Alle identifizierten Einzelporträts Karls als Erwachsener gehen auf das Porträt zurück, das sich heute in den Berliner Gemäldegalerie befindet (Kat. Nr. 545). Das Bild entstand um 1460 und zeigt Karl noch als Grafen von Charolais. Es wird heute allgemein Rogier van der Weyden zugeschrieben, während man es längere Zeit entweder für eine Werkstattkopie oder für eine eigenhändige Replik hielt. Es scheint das einzige, von Karl akzeptierte, offizielle Staatsporträt gewesen zu sein und entspricht der Beschreibung Karls durch Georges Chastellain. Das Bild befand sich später im Besitz seiner Enkelin Margarete von Österreich im Schloss Mechelen. Es gelangte 1821 mit der Sammlung von Edward Solly nach Berlin.

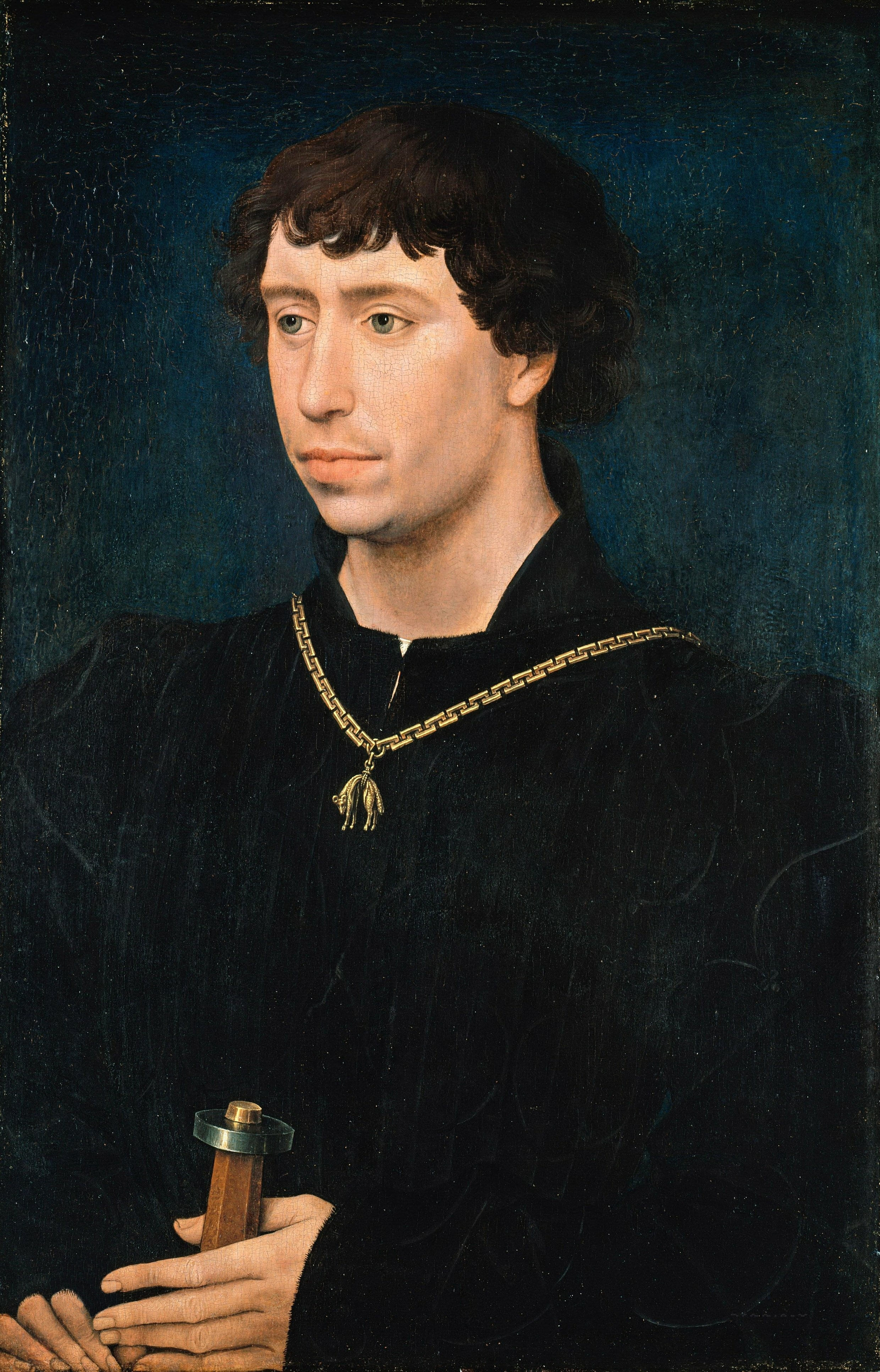
Rogier van der Weyden, um 1460
Peter Paul Rubens, um 1618
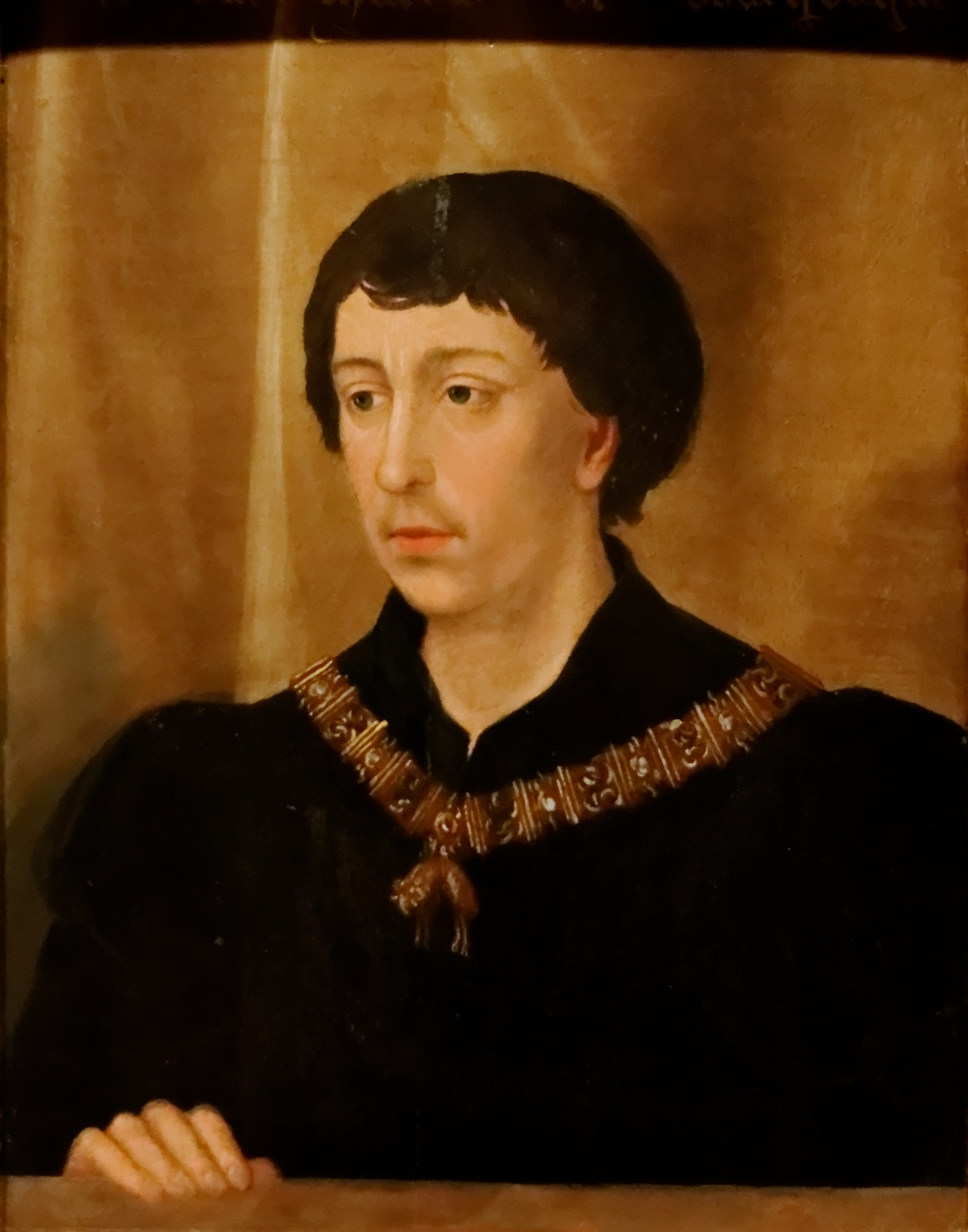
Porträt mit Kette des Ordens vom Goldenen Vlies, um 1470
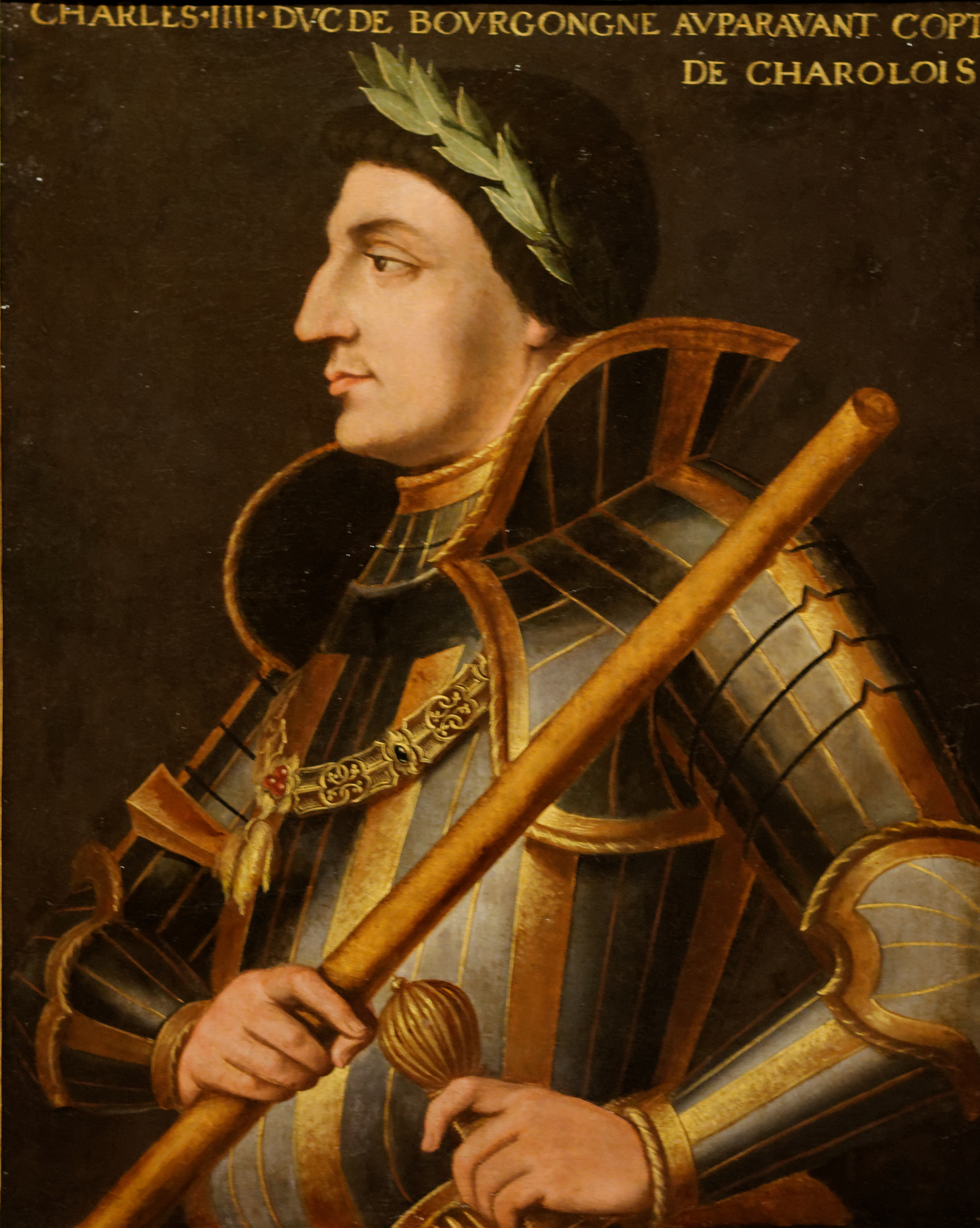
Musée des Beaux-Arts (Dijon)

## Wappen
Das Wappen Karls des Kühnen ist mit dem Wappen seines Vaters Philipp III. identisch. Dieser führte das gevierte Wappen 1430 ein.
Sein Wahlspruch war: „Je lay emprins“ (Ich habe es gewagt). Auf heraldischen Darstellungen sind der hl. Georg, aber auch der hl. Andreas zu sehen, die Karl als Schutzpatrone für Burgund wie auch für sich selbst in Anspruch nahm.

## Rezeption
Johann Jakob Bodmer schrieb ein Trauerspiel Karl von Burgund. Er lehnte sein Stück an die Tragödie Die Perser des griechischen Schriftstellers Aischylos an und besetzte die handelnden Figuren mit Personen aus Burgund. Dabei ersetzt er den König Xerxes durch Karl von Burgund, die Königinmutter Atossa wird zu Maria von Burgund, der Schatten des Dareios wird durch den Geist Philipps des Guten ersetzt. Der Bote wird durch Comte de Chaligny verkörpert und anstelle des Chors persischer Fürsten treten die burgundischen Fürsten namens Imbercurt, Hugonet und Ravestein auf.

## Titel

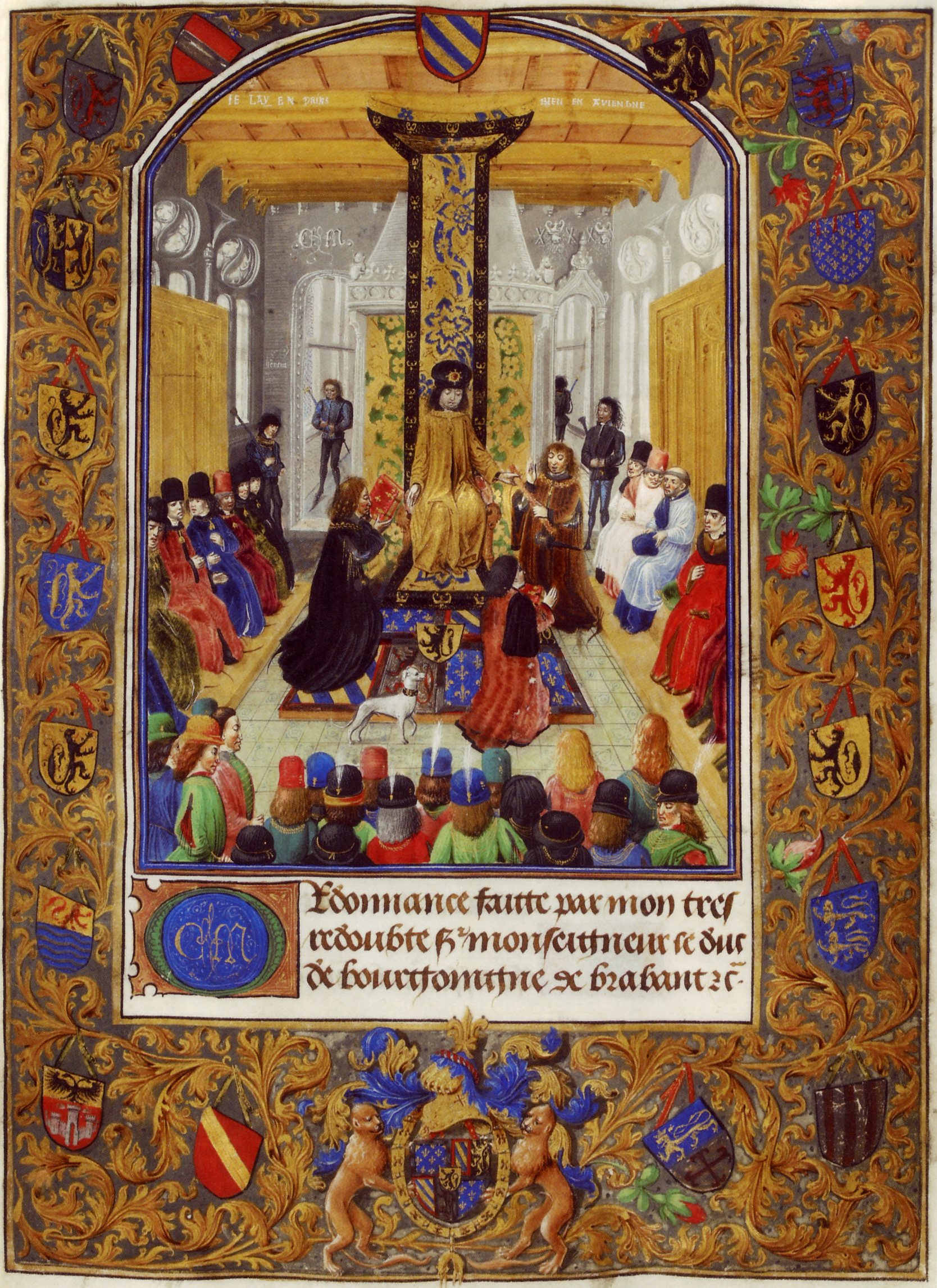
Die Wappen der von Karl beherrschten Gebiete finden sich auf zahlreichen Illustrationen, so auch in der Heeresordnung von 1473. Durch die Darstellung dieser Wappen sollte die Macht des Herzogs überhöht werden.

- 1433–5. Januar 1477: Graf von Charolais als Karl I.
- 15. Juni 1467–5. Januar 1477: Herzog von Burgund als Karl I.
- 15. Juni 1467–5. Januar 1477: Graf von Artois als Karl I.
- 15. Juni 1467–5. Januar 1477: Pfalzgraf von Burgund als Karl I.
- 15. Juni 1467–5. Januar 1477: Graf von Flandern als Karl II.
- 15. Juni 1467–5. Januar 1477: Markgraf von Namur als Karl I.
- 15. Juni 1467–5. Januar 1477: Herzog von Brabant und Herzog von Lothier (Niederlothringen) als Karl I.
- 15. Juni 1467–5. Januar 1477: Herzog von Limburg als Karl I.
- 15. Juni 1467–5. Januar 1477: Graf von Hennegau als Karl I.
- 15. Juni 1467–5. Januar 1477: Graf von Holland und Friesland als Karl I.
- 15. Juni 1467–5. Januar 1477: Graf von Seeland als Karl I.
- 15. Juni 1467–5. Januar 1477 Graf von Auxerre
- 15. Juni 1467–5. Januar 1477 Graf von Mâcon
- 15. Juni 1467–5. Januar 1477 Graf von Boulogne
- 15. Juni 1467–5. Januar 1477 Graf von Ponthieu
- 15. Juni 1467–5. Januar 1477 Graf von Vermandois
- 15. Juni 1467–5. Januar 1477: Herzog von Luxemburg als Karl II.
- 23. Februar 1473–5. Januar 1477: Herzog von Geldern als Karl I.
- 1477: Graf von Eu

## Belletristik
- Werner Bergengruen: Karl der Kühne. Roman. Verlag die Arche, Zürich 1976, ISBN 3-7160-1067-7.
- Heinrich Keller: Karl der Kühne, Herzog von Burgund. Ein vaterländisches Schauspiel in 5 Aufzügen. Orell & Füssli, Zürich 1813.
- Melchior Meyr: Karl der Kühne. Historische Tragödie. Kröner, Stuttgart 1862.
- Giovanni Pacini: Carlo di Borgogna. Oper in 3 Akten. Libretto von Gaetano Rossi, Venedig 1835.
- Thomas Vaucher: Der Löwe von Burgund. Ein historischer Roman zur Zeit Karls des Kühnen. Stämpfli, Bern 2010.